# Kanka

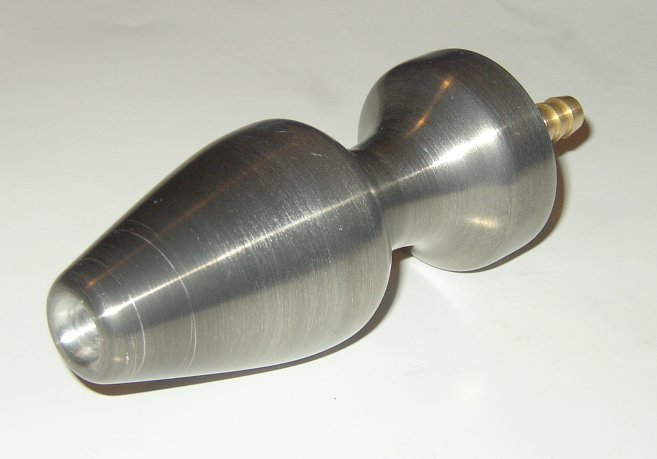
Aluminiowa kanka wielorazowego użytku

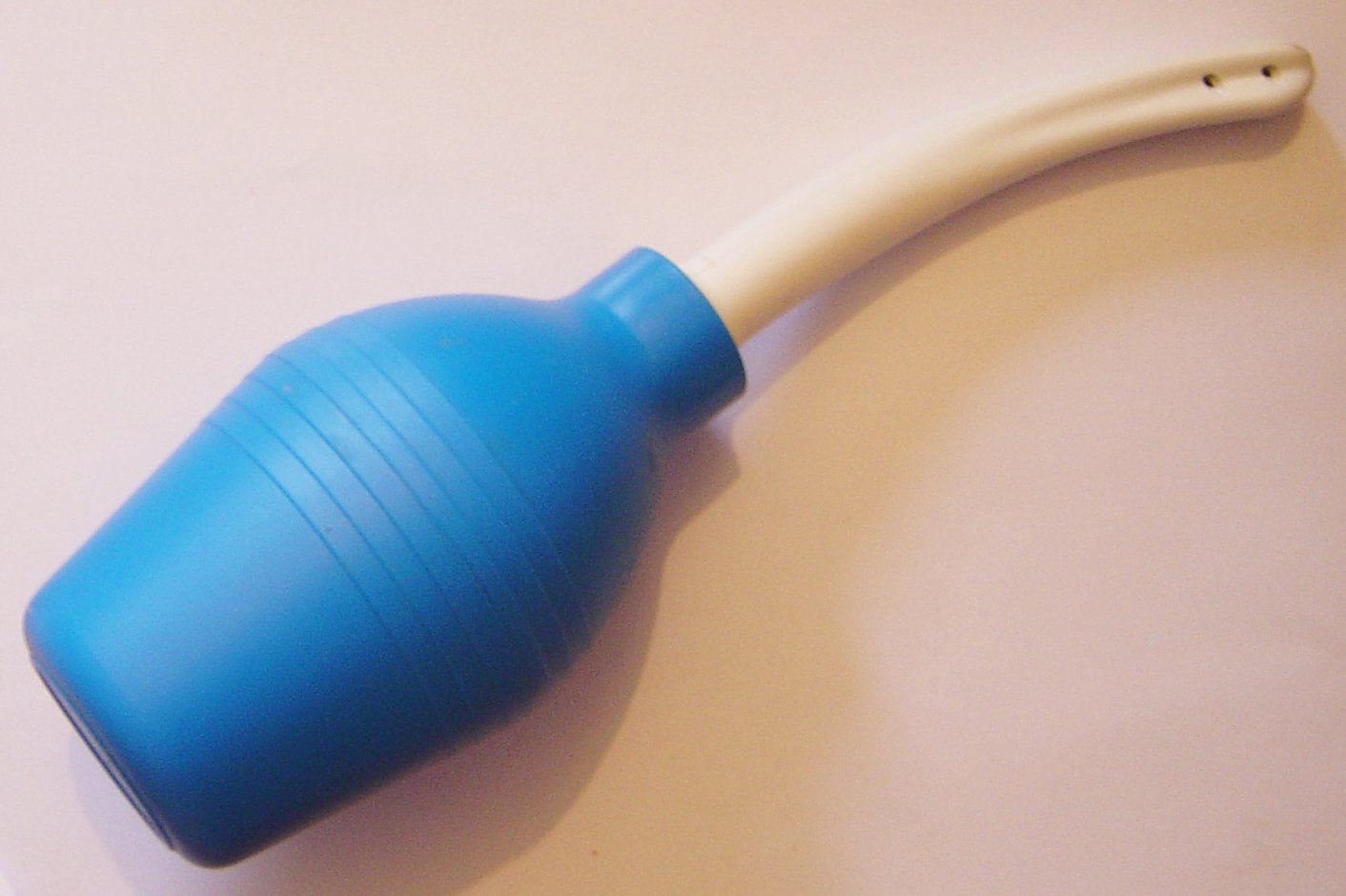
Gruszka z kanką dopochwową

Kanka – plastikowa, gumowa lub metalowa rurka stosowana w medycynie, służąca jako końcówka przyrządów do wykonywania irygacji jelit lub pochwy. Z jednej strony miękko zakończona w celu łatwego wprowadzania do jam ciała, z drugiej strony ma najczęściej gwint służący do podłączenia z gruszką lub kroplówką. Kanka doodbytnicza ma pojedynczy, centralny otwór na końcu, podczas gdy kanka służąca do irygacji pochwy ma otwory umiejscowione po bokach rurki. Istnieją również specjalne nadmuchiwane kanki, umożliwiające rozluźnianie zwieracza odbytu podczas irygacji, wykorzystywane do praktyk seksualnych, takich jak BDSM.

Przeczytaj ostrzeżenie dotyczące informacji medycznych i pokrewnych zamieszczonych w Wikipedii.